# Plutonium zwierleini
Plutonium zwierleini è uno dei più grandi centopiedi scolopendromorfi presenti in Europa, dove è una delle poche specie potenzialmente capace di pungere l'uomo. Tuttavia, è stato rinvenuto molto raramente e solo in alcune aree meridionali della penisola Iberica, di quella Italiana, in Sardegna e in Sicilia.

## Morfologia
Il corpo è principalmente bruno-arancio. Il capo e parte posteriore del corpo sono leggermente più scuri, mentre le antenne e le zampe locomotorie sono più pallide. Può superare la lunghezza di 12 cm, che è il massimo misurato dal margine anteriore del capo alla punta posteriore del tronco tra i pochi esemplari finora trovati . In passato, tuttavia, sono state citate anche lunghezze maggiori .
P. zwierleini è completamente cieco, senza tracce di occhi. Come in tutti gli altri centopiedi, il primo paio di appendici del tronco è una coppia di artigli pungenti (forcipule), utilizzati per afferrare e avvelenare la preda. Due lamelle denticolate sono presenti tra le due forcipule, alla loro base, mentre un piccolo tubercolo sporge sul lato interno di ciascuna forcipula.

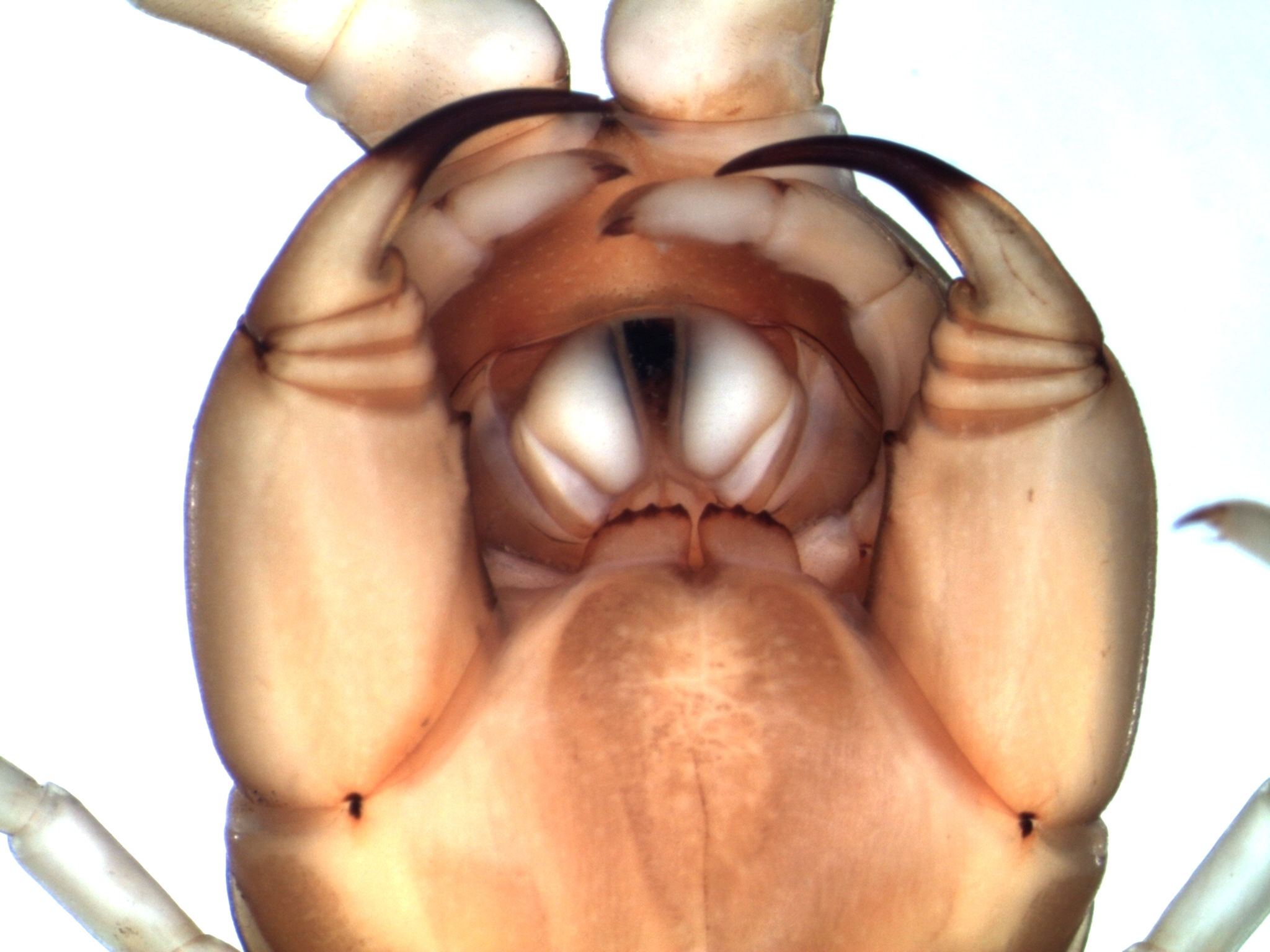
P. zwierleini, Trecastagni, Sicilia.
Forcipule, visione ventrale

Su ciascun lato del corpo è presente una serie di 20 zampe locomotorie. Oltre alle brevi setole che sono sparse su tutta la superficie del corpo, comprese le appendici, sul lato ventrale degli articoli basali delle zampe sono presenti setole notevolmente più dense e lunghe, carattere insolito fra i centopiedi . La funzione di queste setole è sconosciuta. Come negli altri centopiedi scolopendromorfi, il corpo è coperto dorsalmente da tergiti leggermente più lunghi approssimativamente alternati a tergiti leggermente più corti, un tergite per ogni paio di zampe . I tergiti posteriori sono più ampi e più sclerotizzati degli altri, e l'ultimo è notevolmente allungato. Una serie longitudinale di 19 spiracoli è presente su ciascun lato del corpo, uno spiracolo per ogni zampa locomotoria, vicino alla sua attaccatura, escluso il primo paio di zampe. Tale disposizione degli spiracoli riservate P. zwierleini in confronto a tutti gli altri scolopendromorfi . 

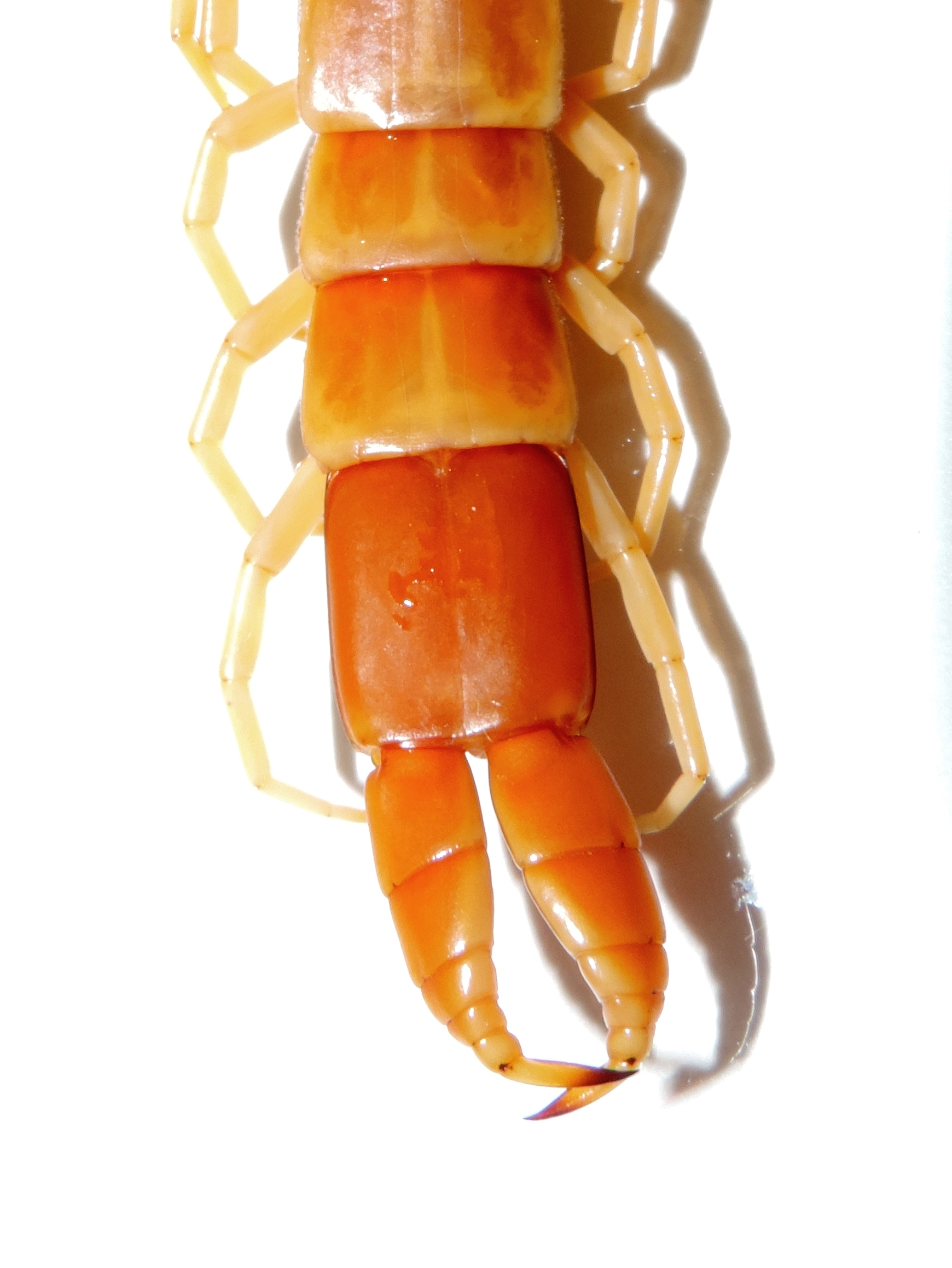
P. zwierleini, Trecastagni, Sicilia.
Parte posteriore del corpo, visione dorsale

L'ultimo paio di appendici assomiglia alle forcipule anteriori per dimensioni, forma e funzionalità: sono molto rigonfie nella parte basale e terminano con un artiglio allungato, dritto e a margine tagliente. P. zwierleini si muove tenendo queste appendici distese longitudinalmente oltre la punta del corpo ma, quando disturbato, spesso le solleva e le allarga, assumendo apparentemente una postura di avvertimento . Queste appendici sono probabilmente utilizzate per difesa contro i predatori, ma è stato anche ipotizzato che possano essere utilizzate per catturare e trattenere le prede, ma mancano osservazioni al riguardo.
I giovani sono simili agli adulti e non ci sono differenze significative tra maschi e femmine. Tra i pochi esemplari esaminati è stata riscontrata una certa variabilità nell'allungamento delle antenne e delle zampe, ma non è chiaro se questa varietà sia associata a differenze di habitat o a differenziazione geografica .

## Distribuzione e habitat
P. zwierleini è stato descritto originariamente su esemplari raccolti intorno al 1878 vicino a Taormina, in Sicilia . Negli stessi anni, la specie è stata rinvenuta anche in Sardegna e attorno a Sorrento, nella penisola Italiana. Tuttavia, nonostante le grandi dimensioni corporee e i caratteri morfologici ben riconoscibili, P. zwierleini è stato trovato molto raramente: meno di 50 rinvenimenti sono stati documentati fino al 2017 . Le campagne di ricerca intraprese da diversi zoologi sono spesso infruttuose, mentre la maggior parte delle informazioni acquisite derivano da rinvenimenti occasionali di speleologi, naturalisti attivi sul territorio e cittadini comuni.

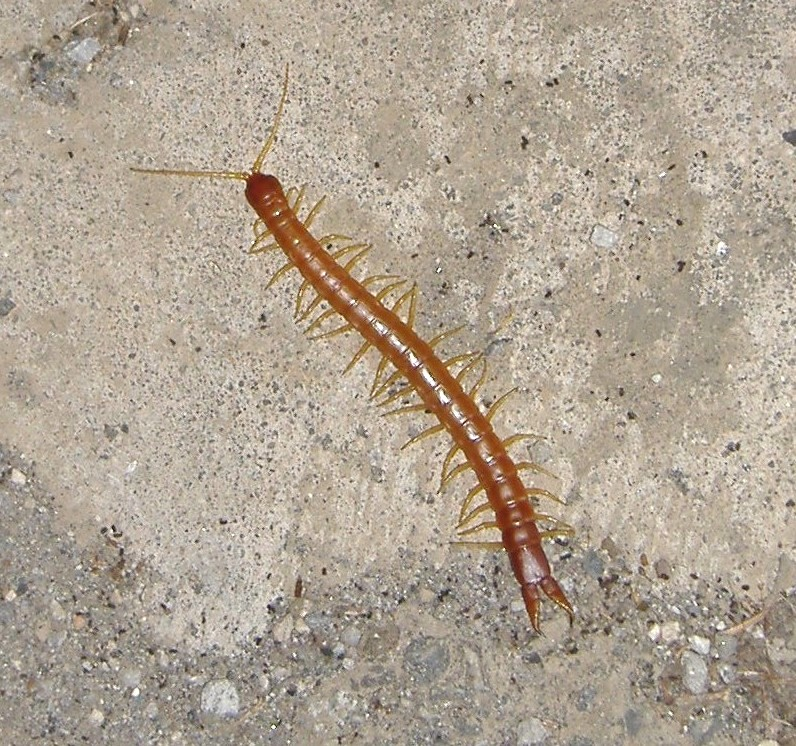
P. zwierleini, Massa Lubrense, Campania.
30 agosto 2008, foto di Gaspare Adinolfi

Per quanto noto, P. zwierleini vive in quattro aree separate dell'Europa meridionale: nel sud della penisola Iberica, tra Malaga e Granada; in Sardegna, soprattutto nella parte orientale; in alcune aree costiere tirreniche del sud della penisola Italiana, in particolare nella penisola Sorrentina; in Sicilia, soprattutto nella parte nord-orientale .
Esemplari di P. zwierleini sono stati trovati sia in habitat epigei (substrati con detriti rocciosi, boschi, macchia mediterranea, pascoli, anche in insediamenti urbani e terreni coltivati) e in siti ipogei (in grotte naturali, almeno nella penisola Iberica e in Sardegna, ma anche all'interno di edifici, in particolare in piani interrati). Tutti i siti di rinvenimento sono compresi tra poche decine di metri di quota e 1220 m, in Sardegna.
La dieta di P. zwierleini è completamente sconosciuta, così come altri aspetti della sua ecologia.

## Relazioni evolutive
Dati morfologici e molecolari indicano che P. zwierleini appartiene a un sottogruppo di centopiedi scolopendromorfi che è stato soprannominato “blind clade” e che comprende Plutoniumidae, Cryptopidae e Scolopocryptopidae. In particolare, P. zwierleini è strettamente imparentato con Theatops. In passato, le affinità evolutive di Plutonium sono state oggetto di diverse speculazioni, all'interno del dibattito più generale sull'evoluzione dell'anatomia segmentale degli Artropodi.